# Remicourt (Belgia)
Remicourt (valonă Remicoû) este o comună francofonă din regiunea Valonia din Belgia. Comuna este formată din localitățile Remicourt, Hodeige, Lamine, Momalle și Pousset. Suprafața totală a comunei este de 22,58 km². La 1 ianuarie 2008 comuna avea o populație totală de 5.191 locuitori. 